# The Rose (singolo)
The Rose è un brano musicale scritto da Amanda McBroom e reso celebre da Bette Midler, che lo ha pubblicato come singolo nel 1980, estratto dalla colonna sonora del film omonimo diretto da Mark Rydell.

## Tracce
- 7"

1. The Rose
2. Stay With Me

## Cover
Nel 1983 il brano è stato inciso come cover e singolo da Conway Twitty.
Nel 1991 The Hothouse Flowers insieme a The Dubliners hanno registrato e pubblicato il brano in versione celtic rock, inserendolo nell'album 30 Years A-Greying dei The Dubliners.
Il brano è stato registrato da LeAnn Rimes per il suo album You Light Up My Life: Inspirational Songs, uscito nel 1997.
Il gruppo Westlife ha pubblicato il brano nel 2006 come singolo estratto dal loro disco di cover The Love Album.